# Еверард Ендт
Еверард Ендт (англ. Everard Endt, 7 квітня 1893 — ) — американський яхтсмен.
Олімпійський чемпіон 1952 року в класі 6 метрів.